# Evelyn Beauchamp
Lady Evelyn Leonora Almina Beauchamp (née Herbert le 15 août 1901 ; morte le 31 janvier 1980) est la fille de Lord George Herbert, 5e comte de Carnarvon, un égyptologue. En novembre 1922, elle, son père et l'archéologue Howard Carter sont les premières personnes des temps modernes à pénétrer dans le tombeau du pharaon égyptien Toutânkhamon. Elle est décédée en 1980, à l'âge de 78 ans.

## Jeunesse
Evelyn Leonora Almina Herbert est née le 15 août 1901, deuxième enfant et fille unique de George Herbert, 5e comte de Carnarvon et d'Almina Herbert, fille naturelle du banquier Alfred de Rothschild, qui lui procure une fortune considérable. Son frère aîné est Henry Herbert, 6e comte de Carnarvon.
Bien que n'ayant passé que peu de temps avec ses parents lorsqu'elle était enfant, Evelyn Herbert s'est par la suite rapprochée de son père. À partir de 1920, elle l'accompagne lors de ses voyages annuels en Égypte. Le journaliste Valentin Williams et l'archéologue Howard Carter ont tous deux évoqué la forte amitié qu'elle partageait avec son père.
Evelyn Herbert est présentée comme débutante à la cour en 1920,. Sa mère organise des réceptions pour elle, y compris à la Résidence britannique au Caire lors de leurs séjours égyptiens en 1921 et 1922. C'est lors d'une de ces réceptions qu'elle rencontre son futur mari, Brograve Beauchamp, qui continue à lui rendre visite à leur retour en Angleterre,.

## Tombeau de Toutânkhamon

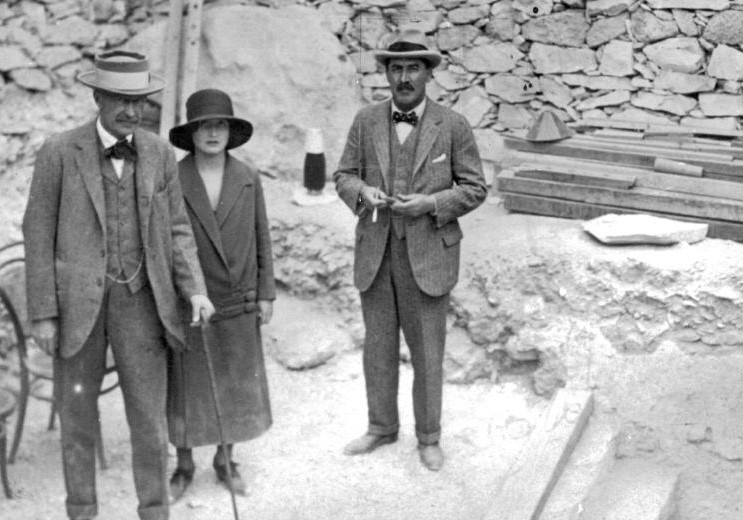
Lord Carnarvon, Dame Evelyn Herbert et Howard Carter au sommet des marches menant au tombeau nouvellement découvert de Toutânkhamon, en novembre 1922.

George et Almina Herbert passent souvent l'hiver en Égypte, où ils achètent des antiquités pour leur collection en Angleterre. En 1906, George Herbert obtient une concession pour fouiller des sites près de Louxor. À partir de 1907, Lord Carnarvon recrute Howard Carter pour superviser ces travaux. À partir de 1914, ils entreprennent ainsi de retrouver les tombes manquées lors des expéditions précédentes dans la vallée des Rois, en particulier celle du pharaon Toutânkhamon. Toutefois, au début 1922, rien d'important n'a été trouvé et George Herbert déclare que ce serait la dernière année où il financerait les fouilles.
Cependant, le 4 novembre 1922, Carter envoie un télégramme à George Herbert, alors en Angleterre, lui parlant de la « merveilleuse découverte » d'un « magnifique tombeau », et le félicitant,.
Evelyn Herbert accompagne son père en Égypte et arrive à Louxor le 23 novembre 1922. Ils sont tous deux présents le jour suivant, lorsque l'escalier menant au tombeau est entièrement dégagé et un sceau contenant le cartouche de Toutânkhamon est découvert sur la porte extérieure. On retire cette porte, puis on dégage le couloir rempli de gravats qui se trouvait derrière pour révéler la porte du tombeau lui-même. Dans la journée du 26 novembre, la tombe est sécurisée, afin que l'on puisse y pénétrer le lendemain, en présence d'un fonctionnaire du Conseil suprême des Antiquités égyptiennes.
Cependant, pendant la nuit du 26 au 27 novembre, Carter, son assistant Arthur Callender, George et Evelyn Herbert effectuent une visite non autorisée du tombeau, devenant les premières personnes des temps modernes à y entrer,,. Certaines sources suggèrent que le groupe est également entré dans la chambre funéraire intérieure. Selon cette version des faits, une petite ouverture dans l'entrée scellée de la chambre a été découverte et Carter, George et Evelyn Herbert rampent à travers. Dans son journal, le demi-frère de George Herbert, Mervyn, note qu'Evelyn, étant la plus petite, est la première à entrer dans la chambre funéraire.
Le lendemain matin, le 27 novembre, le tombeau est inspecté en présence d'un fonctionnaire égyptien. Callender avait monté un éclairage électrique, qui met en lumière un vaste panel d'objets, dont des meubles, des coffres, des trônes et des autels. Ils découvrent également des éléments indiquant l'existence d'au moins deux autres chambres, dont la porte scellée de la chambre funéraire intérieure, gardée par deux statues grandeur nature de Toutânkhamon,. En dépit des traces d'effractions très anciennes, la tombe était pratiquement intacte et plus de 5 000 articles y sont trouvés.
Evelyn Herbert et son père reviennent d'Angleterre en janvier 1923, afin d'assister à l'ouverture officielle de la chambre funéraire intérieure le 16 février. En février 1923, Howard Carter fait visiter le tombeau de Toutânkhamon à Brograve Beauchamp et ses parents. Peu de temps après, George Herbert contracte une bactériémie à la suite d'une piqûre de moustique, et décède au Caire le 5 avril 1923. Evelyn Herbert quitte l'Égypte pour retourner en Angleterre avec son frère, leur mère les rejoignant avec la dépouille de leur père une semaine plus tard. C'est le dernier voyage en Égypte d'Evelyn Herbert. Elle garde cependant contact avec Howard Carter et est présente à ses funérailles en 1939,.
Elle assiste à l'ouverture des célébrations du cinquantième anniversaire de l'ouverture du tombeau de Toutânkhamon en 1972, y compris à l'exposition des « Trésors de Toutankhamon » au British Museum de Londres, où elle est présentée à la reine d'Angleterre qui était présente pour ouvrir l'exposition.

## Mariage et vie

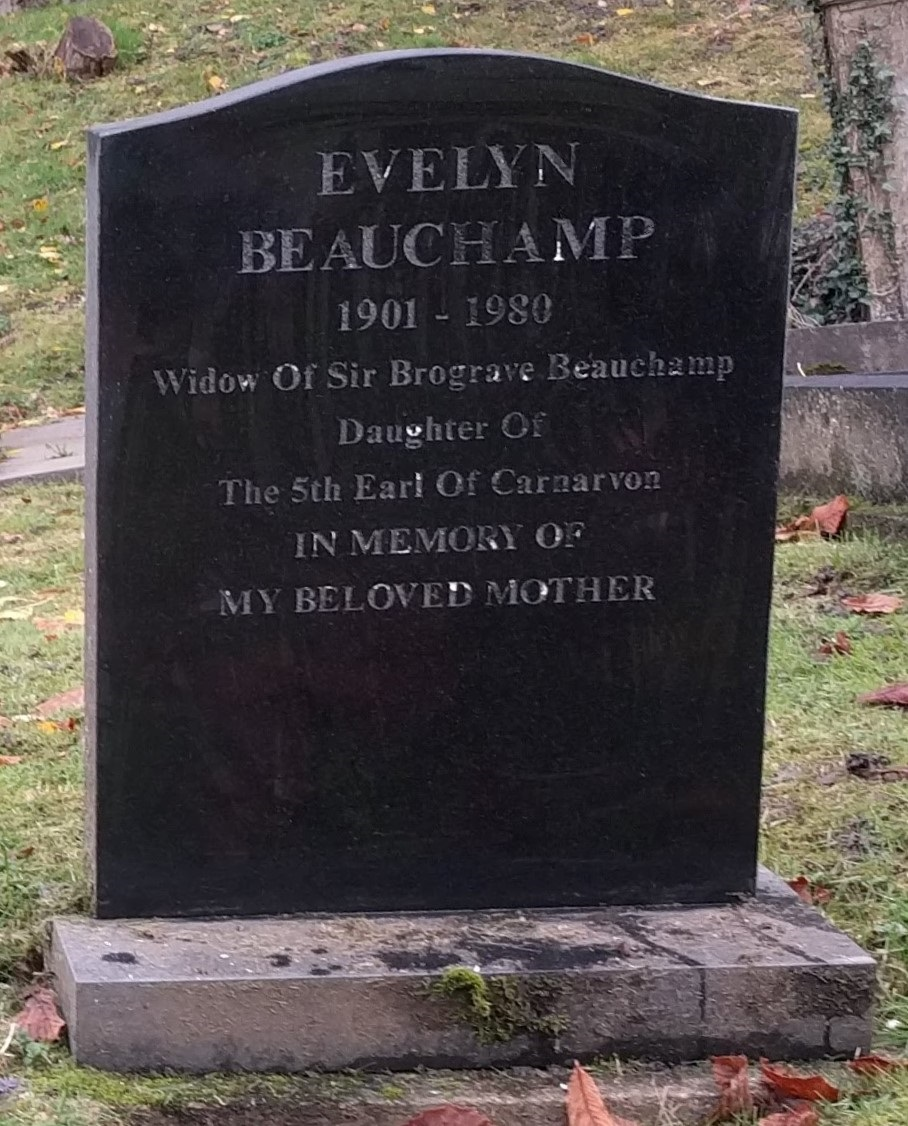
La tombe d'Evelyn Beauchamp au cimetière de Putney Vale (2019).

Le 8 octobre 1923, Lady Evelyn Herbert épouse Brograve Beauchamp à l'église Sainte-Marguerite de Westminster,. Leur fille unique, Patricia Evelyn Beauchamp, nait le 11 juillet 1925. En 1949, celle-ci épouse le major Michael William Thomas Leatham, avec lequel elle a deux fils.
Brograve Beauchamp devient baronnet à la mort de son père en février 1925. Il est membre du Parlement, représentant Walthamstow East de 1931 à 1945. Il est mort le 25 août 1976 à l'âge de 79 ans.
Comme son père et son frère, Evelyn Beauchamp possède un certain nombre de chevaux de course, et assiste souvent à des rencontres équestres. Elle est également très impliquée dans la société mondaine de Londres et apparait régulièrement dans des publications comme The Tatler. En juillet 1935, elle est blessée dans un grave accident de voiture sur le chemin de Newmarket, et passe sa convalescence dans une maison de soins établie à Londres par sa mère pendant la Première Guerre mondiale,. Elle souffre plus tard de plusieurs AVC.
Evelyn Beauchamp décède à Londres le 31 janvier 1980, à l'âge de 78 ans, trois ans après Brograve,. Elle est enterrée aux côtés de son mari dans le cimetière de Putney Vale au sud-ouest de Londres,. Howard Carter est également enterré à Putney Vale.

## Dans la culture populaire
Evelyn Herbert a été représentée à la fois dans des films et à la télévision, avec divers degrés de fidélité:
- En 1980, interprétée par Angharad Rees dans la production de Columbia Pictures Television The Curse of King Tut's Tomb, en 1980[41].
- En 2005, interprétée par Alexandra Weaver dans les deux premiers épisodes de la série docudrame Egypt de la BBC TV[42].
- En 2016, interprétée par Amy Wren dans la série britannique d'ITV Toutankhamon[43].
- Dans La Momie, le personnage d'Evelyn Carnahan est nommé en hommage à Evelyn Carnarvon, dont le père est décrit comme l'un des « plus grands mécènes » de l'égyptologie et un « célèbre explorateur »[43].

- L'un des trois personnages principaux du roman allemand Der König von Luxor de Philipp Vandenberg, publié en 2014, est une version romancée de Lady Evelyn Beauchamp[44],[45].